# Pressigny (Deux-Sèvres)
Pressigny ist eine französische Gemeinde mit 192 Einwohnern (Stand: 1. Januar 2022) im Département Deux-Sèvres in der Region Nouvelle-Aquitaine. Sie gehört zum Arrondissement Parthenay und zum Kanton La Gâtine.

## Lage
Pressigny liegt in etwa 38 Kilometer westnordwestlich von Poitiers und etwa 16 Kilometer nordöstlich von Parthenay. Umgeben wird Pressigny von den Nachbargemeinden Assais-les-Jumeaux im Norden und Osten, Thénezay im Südosten, Aubigny im Süden und Südwesten, Saint-Loup-Lamairé im Westen sowie Le Chillou im Nordwesten.

## Bevölkerungsentwicklung
| Jahr                       | 1962 | 1968 | 1975 | 1982 | 1990 | 1999 | 2006 | 2019 |
| Einwohner                  | 248  | 204  | 197  | 187  | 184  | 198  | 183  | 193  |
| Quellen: Cassini und INSEE |      |      |      |      |      |      |      |      |